# تافراوت
تافراوت (به فرانسوی: Tafraout) یک منطقهٔ مسکونی در مراکش است که در Tiznit Province واقع شده‌است.
 تافراوت  ۴٬۹۳۱ نفر جمعیت دارد.